# Dvorîșce, Volodarsk-Volînskîi
Dvorîșce (în ucraineană Дворище) este localitatea de reședință a comunei Dvorîșce din raionul Volodarsk-Volînskîi, regiunea Jîtomîr, Ucraina.

## Demografie
Componența lingvistică a localității Dvorîșce
     Ucraineană (98,09%)
     Rusă (1,5%)
     Alte limbi (0,14%)
Conform recensământului din 2001, majoritatea populației localității Dvorîșce era vorbitoare de ucraineană (98,09%), existând în minoritate și vorbitori de rusă (1,5%).